# Zátah: Vykoupení
Zátah: Vykoupení, nebo jen Zátah (v originále Serbuan maut, nebo anglicky The Raid: Redemtion či jenom The Raid), je indonéský akční film režiséra Garetha Evanse z roku 2011. Po snímku Cesta bojovníka (2009) se jedná o druhý film, na kterém spolupracovali Gareth Evans a Iko Uwaise. V obou případech Iko Uwais s Yayanem Ruhianem představili tradiční indonéské bojové umění Pencak Silat.
V roce 2011 byl film představen na mezinárodním filmovém festivalu v Torontu a získal pozitivní recenze kritiků. Ve Spojených státech vyšel film pod názvem The Raid (namísto původního Serbuan maut), protože společnost Sony Pictures Classics nemohla k titulu získat autorská práva, což Evansovi umožnilo pojmenovat celou sérii (Zátah, Zátah 2 (2014) a Zátah 3 (2018)).

## Děj
Film začíná loučením důstojníka Rama se svou manželkou, která čeká dítě. Rama se připojí k dvacetičlennému elitnímu policejnímu komandu, mezi nimi jsou mimo jiné důstojníci Bowo a Dagu, seržant Jaka a poručík Wahyu, které má provést zátah v bytovém domě v Jakartě. Tým má v úmyslu zastavit plány Tama Riyadiho, který vlastní blok a umožňuje zločincům pronajmout si pokoj pod jeho ochranou. Přichází neprozrazeni, vyklízí první podlaží a zneškodňuje různé trestné nájemce. Pokusí se také zadržet nevinného nájemce, který se snaží donést léky své nemocné manželce. Pokračují až do šestého patra, kde je spatří malý chlapec a stihne vyvolat poplach, předtím než ho Wahyu zastřelí.
Tama rozhlašuje, že kdo se pomůže zbavit policie už nikdy nebude muset platit nájem. Ve tmě je tým přepaden střelci seshora a velké množství je zabito. Jaka se od Wahyua dozví, že mise není oficiálně schválená a nikdo nezná jejich polohu a žádná záloha ani posily nedorazí. Zbývající důstojníci jsou nuceni ukrýt se v prázdném bytě, kde je důstojník Bowo zraněn výstřelem. Rama sestavuje improvizované výbušné zařízení, které zabíjí útočníky a dostávají trochu času. Tým se rozdělí do dvou skupin: Jaka, Wahyu a Dagu se stáhnou do pátého patra, zatímco Rama a Bowo jdou do sedmého.
Rama a Bowo se ukryjí u nájemce, kterého dříve propustili a prosí aby jim pomohl. Přestože jeho nemocná manželka prosí, aby se nezapojoval do této nebezpečné akce, neochotně souhlasí a ukrývá je do tajné chodby ve svém bytě. Za chvíli sem přijdou muži s mačetama, ale když se jim nedaří najít Rama a Bowa, odejdou. Rama ošetřuje Bowa a poté se vydává za Jakou do pátého patra. Na chodbě mu ale zkříží cestu gang s mačetama. Rama je nucen s nimi bojovat holýma rukama. Když Rama všechny zbije jeho bratr Andi, Tamova pravá ruka, ho ukryje k sobě. Rama Andiho přesvědčuje, aby se vrátil domů.
Současně je Jak a jeho skupina objevena Mad Dogem. Ten zatýká Jaka a místo, aby jej zastřelil, vyzývá ho k souboji. Během něj Jaka uškrtí a jeho mrtvolu táhne s sebou do výtahu. Tama na mnoha bezpečnostních kamerách viděl Andiho mluvit s Ramem a odhalil jeho zradu. Proto poručí Mad Dogovi, aby ho zabil.
Rama najde Mad Doga jak mlátí Andiho a snaží se ho zachránit. Mad Dog mu povolí osvobodit bratra a bojuje s oběma zároveň. Souboj s přesilou však nezvládne a umírá.
Mezitím Wahyu bere Tama jako rukojmí, aby ho použil k útěku. Tama se Wahyuovi posmívá a říká mu, že i když se dostane ven později ho někdo zabije, protože všem řekne, že je podplacený vysoce postavenými zločinci. Wahyu Tama zastřelí poslední kulkou a pak se pokusí zastřelit sám sebe.
Andi poté Ramovi předává nahrávky, na kterých Tama vydírá důstojníky, kteří se brání úplatku. Rama zatýká Wahyua a se zraněným Bowem a Andim, který využívá svého vlivu, aby je dostal ven odchází pryč.

## Obsazení
| Iko Uwais      | Rama             |
| Donny Alamsyah | Andi             |
| Joe Taslim     | seržant Jaka     |
| Ray Sahetapy   | Tama Riyadi      |
| Yayan Ruhian   | „Mad Dog“        |
| Pierre Gruno   | Lieutenant Wahyu |
| Tegar Satrya   | Bowo             |
| Zaenal Arifin  | Zaenal           |